# Symmerus kubani
Symmerus kubani är en tvåvingeart som beskrevs av Sevcik 2000. Symmerus kubani ingår i släktet Symmerus och familjen hårvingsmyggor.
Artens utbredningsområde är Laos. Inga underarter finns listade i Catalogue of Life.